# Rubus yunnanicus
Rubus yunnanicus är en rosväxtart som beskrevs av Carl Ernst Otto Kuntze. Rubus yunnanicus ingår i släktet rubusar, och familjen rosväxter. Inga underarter finns listade i Catalogue of Life.